# Anders Peter Bro
Anders Peter Bro (* 26. Oktober 1965 in Kopenhagen) ist ein dänischer Schauspieler.

## Leben
Anders Peter Bro besuchte die Staatliche Schauspielschule in Kopenhagen. Anfang der 1990er-Jahre hatte er am Theater sein Bühnendebüt als Darsteller. Er spielte danach u. a. auch am Folketeatret, Odense Teater, Aarhus Teater, am Nørrebro-Theater am Regionaltheater in Kolding sowie am Königlichen Theater Kopenhagen.
Seit dem Jahr 1986 steht Bro auch als Schauspieler vor der Kamera. Einem breiten Publikum bekannt wurde er vor allem im Jahr 1998 durch seine Mitwirkung in dem Film Der Legionär. Er wirkte in mehreren dänischen Fernsehserien mit.
Seine Eltern Christoffer Bro und Helle Hertz sowie auch seine Geschwister Nicolas Bro und Laura Bro sind ebenfalls als Schauspieler tätig. Auch seine Tanten Vigga Bro und Lone Hertz (* 1939) sowie sein Onkel Tony Rodian (1931–1995) waren in der Filmbranche aktiv.

## Filmografie (Auswahl)
- 1991: En dag i oktober
- 1994: Bryllupsfotografen
- 1995: Hallo det er jul
- 1998: Der Legionär (Legionnaire)
- 2001: Hotellet
- 2004: King’s Game (Kongekabale)